# Monte Mandriola
Il Monte Mandriola è una cresta marmorea delle Alpi Apuane di color grigio, interamente nel comune di Massa, che dalla Sella del Monte della Croce a sud si dirige a nord-est verso la Foce della Vettolina. In esso riconosciamo la Cima della Croce, a 1057 metri, e la più alta Cima della Mandriola a 1106 metri frequentata spesso da capre. Esse possono essere raggiunte dalla vicina sella situata a 979 metri. Nei versanti orientali si trova la cava omonima ed alcuni edifici diroccati tra cui la Casa Castagnolo. Il crinale è molto panoramico dal Monte Sagro fino al Monte Altissimo ed in particolare su Cavallo, Tambura e Sella. Il nome, che si pronuncia Mandrióla, molto probabilmente ricorda le attività pastorali del territorio. Il termine mandra significa gregge, branco di animali, ma anche recinto per animali e spelonca, stalla.

## Geografia

### I versanti del monte
Il monte appare grigio e roccioso nel suo versante orientale, in particolare visto dalla Via Vandelli avendo sullo sfondo il monte Sagro. Il versante occidentale degrada verso Forno ed è percorso dal sentiero 161 ed è più ricco di vegetazione. Nelle carte IGM il nome Mandriola è attribuito proprio a questo versante anche se la più importante cava omonima si trova ad oriente.

### Le vette
Il monte possiede due cime:
- cima della Croce: è la modesta quota 1057 metri che si eleva a sud ed è facilmente raggiungibile dalla sella omonima a quota 979
- cima della Mandriola: è la vetta maggiore alta 1106 metri che domina la Foce della Vettolina e si trova quindi a nord della cresta.

Da entrambe il panorama è notevole sulla catena apuana dal monte Sagro, al Grondilice, Contrario, Cavallo, Tambura, cresta del Sella, Altissimo e oltre. In particolare sono ben visibili le vie di lizza per le cave del monte Cavallo e della Focolaccia e la via Vandelli che si inerpica al passo della Tambura. Inoltre è molto ben visibile la costa con le isole dell’arcipelago toscano e il golfo di La Spezia.

## Sentieri

### Sentiero 161
Il sentiero 161 comprende la seguente tratta: Resceto (485m) – Monte Castagnolo (1003m) – Cave Bore – Celia Caldia (472m) – Forno (poggio della Greppia) (274m). Il primo tratto è nel castagneto e per tornanti porta alla via abortita destinata a passare sotto la Tambura. Poi sale ancora nel bosco, supera un bel punto panoramico ed arriva alla “bonifica” ed alla fonte da cui sale fino ad un bel crinale ed a una macchia di pini che arriva ad una finestra naturale sulla zona del Sagro, Grondilice, Cavallo. Poi la salita si fa aspra ed il sentiero aggira il monte Castagnolo. Presso un’altra terrazza panoramica una breve deviazione a destra porta in vetta, mentre il sentiero si mantiene alla sinistra. Poi si supera la “ca’ di Mario”, la Rocchetta e si arriva alla Sella della cima di Croce da cui si prosegue sulla sinistra per le pendici della Mandriola in discesa fino ad una cava abbandonata dalla quale ci portiamo sulla marmifera. Poi seguendo il sentiero, a tratti non ben segnato e non agevole, si arriva a Forno, altrimenti si segue per la foce della Vettolina, una piccola sella a 1050 metri che si trova sul contrafforte che si stacca verso sud dal monte Cavallo e divide la valle di Forno da quella di Resceto. Vi arriva il sentiero 170 da Resceto per Case Carpano ed il 36 per il Bivacco Aronte che inizia a Biforco e segue la marmifera e tracce di sentiero.

### Sentiero 170
Resceto (485m) – Foce della Vettolina (1050m) innesto 36 - Case Càrpano (1047m) innesto 167. Il sentiero nasce in realtà a 10’ da Resceto come deviazione a destra sul sentiero principale 35. Costituisce comunicazione tra Resceto e Forno. Dalla Foce si scende per poi salire faticosamente a Case Carpano.

### La Rocchetta
Caratteristico fungo roccioso che ha vagamente il profilo di un indiano d’America. Raggiunge l’altezza di 1065 metri e si trova presso il sentiero 161 poco dopo la cima del monte Castagnolo e prima della sella della cima della Croce. Esso viene aggirato da tracce di sentiero per la Casa Castagnolo ed è fiancheggiato dal 161 stesso.

## La cava
La cava si trova a circa 1000 metri di quota ad est del monte omonimo. Nel grigiore della roccia calcarea rimangono alcuni edifici, macchinari e ravaneti oltre a blocchi di marmo. C’è da aggiungere che esistono in zona altre cave con questo nome, ma meno importanti, come quella sul versante occidentale che guarda verso canal Cerignano.